# Shivatkar
Shivatkar è una suddivisione dell'India, classificata come census town, di 10.135 abitanti, situata nel distretto di Pune, nello stato federato del Maharashtra. In base al numero di abitanti la città rientra nella classe IV (da 10.000 a 19.999 persone).

## Geografia fisica
La città è situata a 18° 09' 54 N e 74° 12' 15 E.

## Società

### Evoluzione demografica
Al censimento del 2001 la popolazione di Shivatkar assommava a 10.135 persone, delle quali 5.157 maschi e 4.978 femmine. I bambini di età inferiore o uguale ai sei anni assommavano a 1.322, dei quali 707 maschi e 615 femmine. Infine, coloro che erano in grado di saper almeno leggere e scrivere erano 7.363, dei quali 4.068 maschi e 3.295 femmine.